# Rodrigo Fresán
Rodrigo Fresán (ur. 1963 w Buenos Aires) – argentyński pisarz i publicysta.
Od 1984 współpracuje z różnymi mediami, w roli m.in. krytyka literackiego i filmowego. W prozie debiutował w 1991 eksperymentalnym tomem Historia argentina. Następnie wydał kilka powieści (Esperanto 1995, Mantra 2001) i zbiorów opowiadań. Prawdziwym przełomem okazała się jednak dopiero powieść Jardines de Kensington z 2003. Książka została przetłumaczona na wiele języków, w tym polski.
Ogrody Kensington nawiązują do biografii J.M. Barriego, twórcy Piotrusia Pan, jednak akcja książki rozgrywa się nie tylko w epoce wiktoriańskiej. Obok rekonstrukcji długoletniej znajomości Barriego z rodziną Llewelyn Davies (która stała się inspiracją do napisania Piotrusia Pana), na niemal równych prawach w powieści występują opisy swingującego Londynu lat 60. oraz wydarzenia XXI wieku. Narratorem utworu jest na wpół szalony autor powieści dla dzieci ukrywający się pod pseudonimem Peter Hook.
Fresán od 1999 mieszka w Barcelonie. Jego teksty publikuje m.in. dziennik El Pais.